# Mariano Delli Franci
Mariano Alessandro Raffaele Delli Franci (Napoli, 16 aprile 1819 – Napoli, 1884) è stato un patriota italiano.

## Biografia
Figlio di Michele e Orsola Velasco, fu ufficiale dell'esercito borbonico.
In seguito alla rivoluzione siciliana del 1848, l'11 giugno, disertò dal campo borbonico di Messina per riunirsi agli insorti.
La repressione dei moti di Napoli del 15 maggio, ed il conseguente scioglimento del parlamento, portarono grande agitazione nel Regno. A Cosenza, il 18 maggio, fu costituito, dai deputati calabresi, in gran parte radicali, un comitato di salute pubblica che proclamò l'autonomia della Calabria dal Regno di Napoli e si appellò agli insorti siciliani per difendersi dalla repressione borbonica. Il governo indipendente siciliano promosse una spedizione militare, composta da circa 600 uomini ed una batteria di artiglieria, condotta da Ignazio Ribotti e con Delli Franci quale capo di stato maggiore. Sbarcati a Paola il 13 giugno, e giunti a Cosenza, Ribotti fu nominato, dal comitato di salute pubblica, comandante in capo dell'esercito calabro siculo, mentre il Delli Franci divenne capo di stato maggiore generale.
Dopo alcune vittorie contro le truppe borboniche, come all'Angitola il 27 giugno, le truppe dei rivoltosi iniziarono a sfaldarsi, e, di fronte alle avanzate dei regi, ai primi di luglio, e con la sconfitta del generale Stocco, il 10 dello stesso mese, si diedero infine alla fuga.
I superstiti della spedizione siciliana, per sfuggire alla pena capitale, tentarono la fuga verso est da Capo Spartivento, ma l'11 luglio vennero intercettati dalla pirocorvetta Stromboli, che, utilizzando la bandiera britannica per avvicinare i bastimenti in fuga, catturò gli equipaggi senza combattere.
Il 21 luglio 1848 Delli Franci fu condannato alla pena capitale, poi commutata in ergastolo; fu, dunque, imprigionato a Gaeta fino al 1860. In realtà, in base al decreto di grazia del 27 dicembre 1858, era stato compreso fra i prigionieri politici che sarebbero stati esiliati per sempre in America (come ad esempio Carlo Poerio, Luigi Settembrini e Silvio Spaventa), ma il suo nome venne, poi, espunto dalla lista. Scarcerato nel 1860, prese poi parte all'impresa di Giuseppe Garibaldi.
Dopo la vittoria dei rivoluzionari fu inquadrato nell'esercito regolare con il grado di colonnello brigadiere dell'artiglieria.